# Lidija Dimkovska

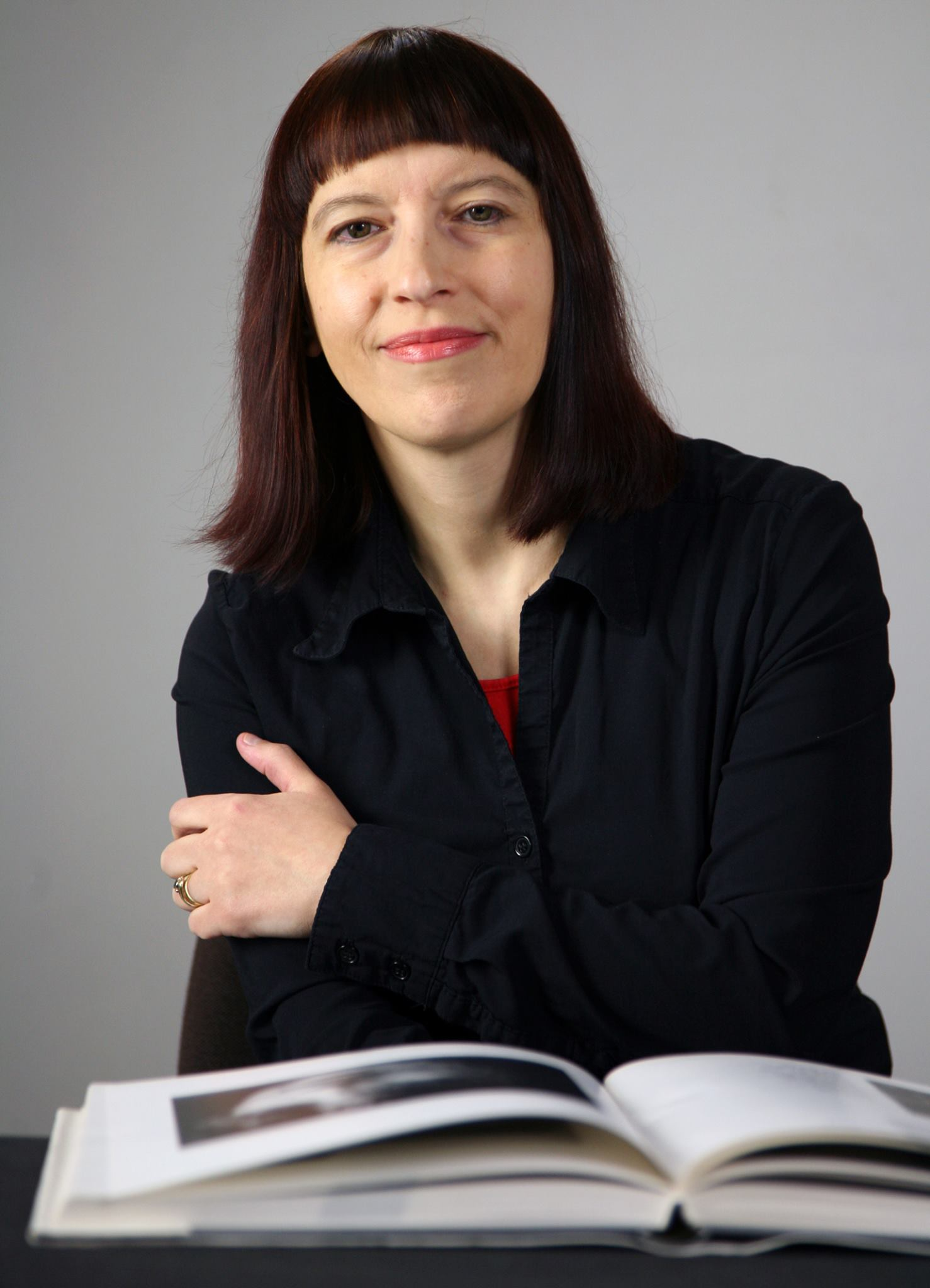
Lidija Dimkovska (2016)

Lidija Dimkovska (mazedonisch Лидија Димковска; * 11. August 1971 in Skopje, Jugoslawien) ist eine nordmazedonische Dichterin, Schriftstellerin und Übersetzerin.

## Werdegang
Dimkovska wuchs bei ihren Großeltern in Šlegovo in der nordmazedonischen Gemeinde Kratovo auf. Sie studierte vergleichende Literaturwissenschaften an der Universität Skopje. Nach dem Abschluss ihres Studiums der Vergleichenden Literaturwissenschaft in Skopje zog sie nach Rumänien und unterrichtete an der Universität von Bukarest mazedonische Sprache und Literatur. Zeitgleich promovierte sie dort in rumänischer Literatur über den Poeten und Essayisten Nichita Stănescu. Anschließend wurde sie Mitarbeiterin des Forschungszentrums der Slowenischen Akademie der Wissenschaften und Künste (ZRC SAZU) und lehrte Weltliteratur an der Universität in Nova Gorica.
Dimkovska schreibt Prosa und Lyrik. Mit dem Schreiben von Gedichten begann sie während ihrer Studienzeit. Für ihren ersten Gedichtband Rožbi od istok (1992, Sprösslinge des Ostens) erhielt sie 1992 den mazedonischen Preis für das Debüt des Jahres. Seit 2004 veröffentlicht sie auch Romane. Ihre Werke kennzeichnen skurrile und surreale Elemente, hinzu kommen Metaphern, die die Autorin aus auf den ersten Blick widersprüchlichen Elementen zusammensetzt. Oft kombiniert sie mythologische oder religiöse Symbolik mit Erscheinungen aus der modernen Technologie. Thematisch beschäftigt sich Dimkovska mit der kritischen Analyse kultureller und geschlechtlicher Identitäten, allen voran der modernen osteuropäischen Gesellschaft, bringt dabei aber auch humoristische Elemente mit ein.
Als Autorin wurde Dimkovska international bekannt und absolvierte mehrere Auslandsauftritte und -aufenthalte, dazu zählen u. a. die Teilnahme an der Balkan-Nacht 2010 im Salzburger Literaturhaus, ein Writer in Residence-Aufenthalt in Salzburg im Jahr 2012 als Gewinnerin des H. C. Artmann-Literaturstipendiums sowie eine Buchwerbetour durch die USA. Dimkovskas literarische Werke wurden in zahlreiche Sprachen übersetzt, u. a. ins Deutsche, Englische, Slowenische, Bulgarische, Polnische, Kroatische, Tschechische, Serbische und Slowakische. Die bisher in deutscher Sprache erschienenen Übersetzungen stammen von Alexander Sitzmann, ihr Übersetzer ins Slowenische ist Aleš Mustar. Auf Dimkovskas Auszeichnung für das Debüt des Jahres folgte eine Reihe rumänischer und internationaler Auszeichnungen, wie z. B. der Literaturpreis des Mazedonischen Schriftstellerverbands für das beste Prosawerk des Jahres, die rumänischen Lyrikpreise Poesis und Tudor Arghezi, die im Rahmen des Lirikonfests vergebene Čaša nesmrtosti, der deutsche Hubert-Burda-Preis für osteuropäische Lyrik, der Anerkennungspreis zum Europäischen Jahr des Kulturerbes und der Europäische Lyrikpreis. Dimkovska ist eine produktive Übersetzerin slowenischer und rumänischer Literatur ins Mazedonische; zu den von ihr übersetzten slowenischen Autoren zählen u. a.: Jana Bauer, Andrej Blatnik, Aleš Debeljak, Drago Jančar, Svetlana Makarovič, Brane Mozetič, Boris Pahor, Tomaž Šalamun und Suzana Tratnik.
Sie ist Mitglied des Verbands slowenischer Literaturübersetzer und des Slowenischen Schriftstellerverbands.

## Publikationen

### Prosa
- Skriena kamera (Versteckte Kamera). Skopje: Magor, 2004, ISBN 9989144133.
- Rezerven život (Ersatz-Leben), Roman, 2012, ISBN 9786084525585
  - deutsche Übersetzung: Reserveleben, aus dem Mazedonischen übersetzt von Alexander Sitzmann. Ljubljana: Društvo slovenskih pisateljev, 2021, ISBN 978-3-85435-996-8
- No-Ui. 2016. Skopje: Ili-Ili.
- Koga zaminav od “Karl Libkneht”. 2019. Skopje: Ili-Ili.

### Lyrik
- Rožbi od istok. 1992. Skopje: Eigenverlag. (gemeinsam mit Boris Čavkovski)
- Ognot na bukvite. 1994. Skopje: Makedonska kniga.
- Izgrizani nokti. 1998. Skopje: Kultura.
- Nobel protiv Nobel. 2001. Skopje: Eigenverlag.

- Anständiges Mädchen, aus dem Mazedonischen übersetzt von Alexander Sitzmann, 2010, ISBN 978-3-902113-73-3
- Crno na Belo. Skopje: Ili-Ili, 2016 ISBN 9786084770275
  - deutsche Übersetzung: Schwarz auf weiß. Gedichte, aus dem Mazedonischen übersetzt von Alexander Sitzmann. Köln: parasitenpresse, 2019, ISBN 978-3-947676-44-6

## Auszeichnungen
- 2009: Hubert-Burda-Preis für junge osteuropäische Lyrik
- 2012: Internationaler Gedichtpreis Tudor Arghezi in Rumänien
- 2012: H. C. Artmann-Stipendium (Salzburg)
- 2013: Literaturpreis der Europäischen Union
- Literaturpreis des mazedonischen Schriftstellerverbandes (zweimal: für die Romane Skriena kamera und Rezerven život)